# AquaRio
O Aquário Marinho do Rio de Janeiro ou AquaRio é um aquário público situado no bairro da Gamboa, na Zona Central da cidade do Rio de Janeiro. Com uma área construída de cerca de 26 mil metros quadrados, localiza-se entre a praça Muhammad Ali, que integra a Orla Conde, e a via Binário do Porto, na altura do túnel Arquiteta Nina Rabha. É considerado o maior aquário marinho da América do Sul.
Foi inaugurado em 31 de outubro de 2016, em uma cerimônia que contou com a presença do então ministro do Turismo, Marx Beltrão. O aquário público foi feito no âmbito do Porto Maravilha, uma operação urbana que visa revitalizar a Zona Portuária do Rio de Janeiro.
O prédio ocupado pelo AquaRio possui um total de cinco andares e 28 tanques com variados tipos de peixes. Nos tanques, estão armazenados cerca de 4,5 milhões de litros de água salgada, além de oito mil animais de 350 espécies diferentes. O prédio antes pertencia à Companhia Brasileira de Armazenamento (Cibrazem), hoje Companhia Nacional de Abastecimento (CONAB).

## Estrutura

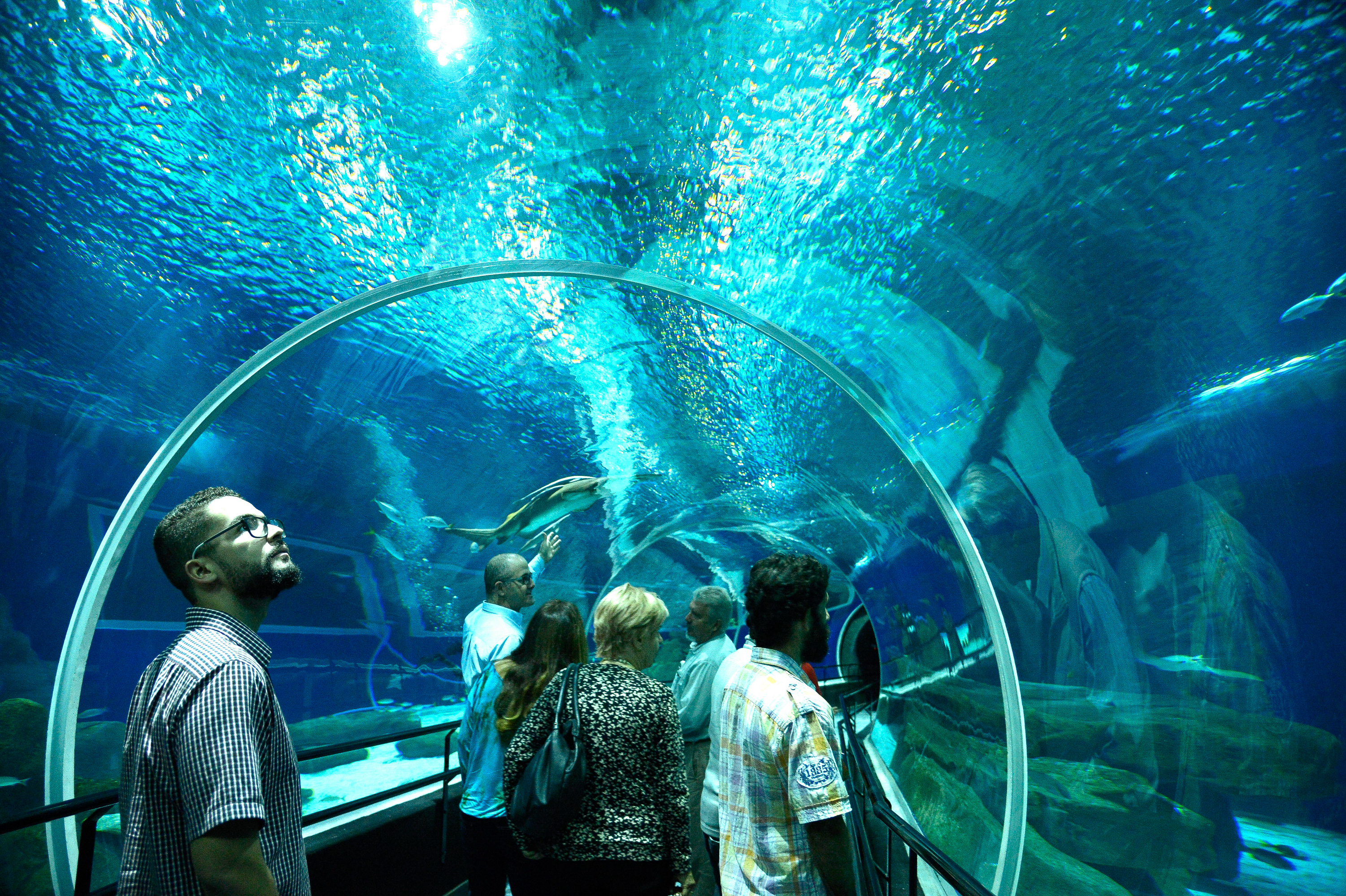
Túnel dentro em um dos aquários.

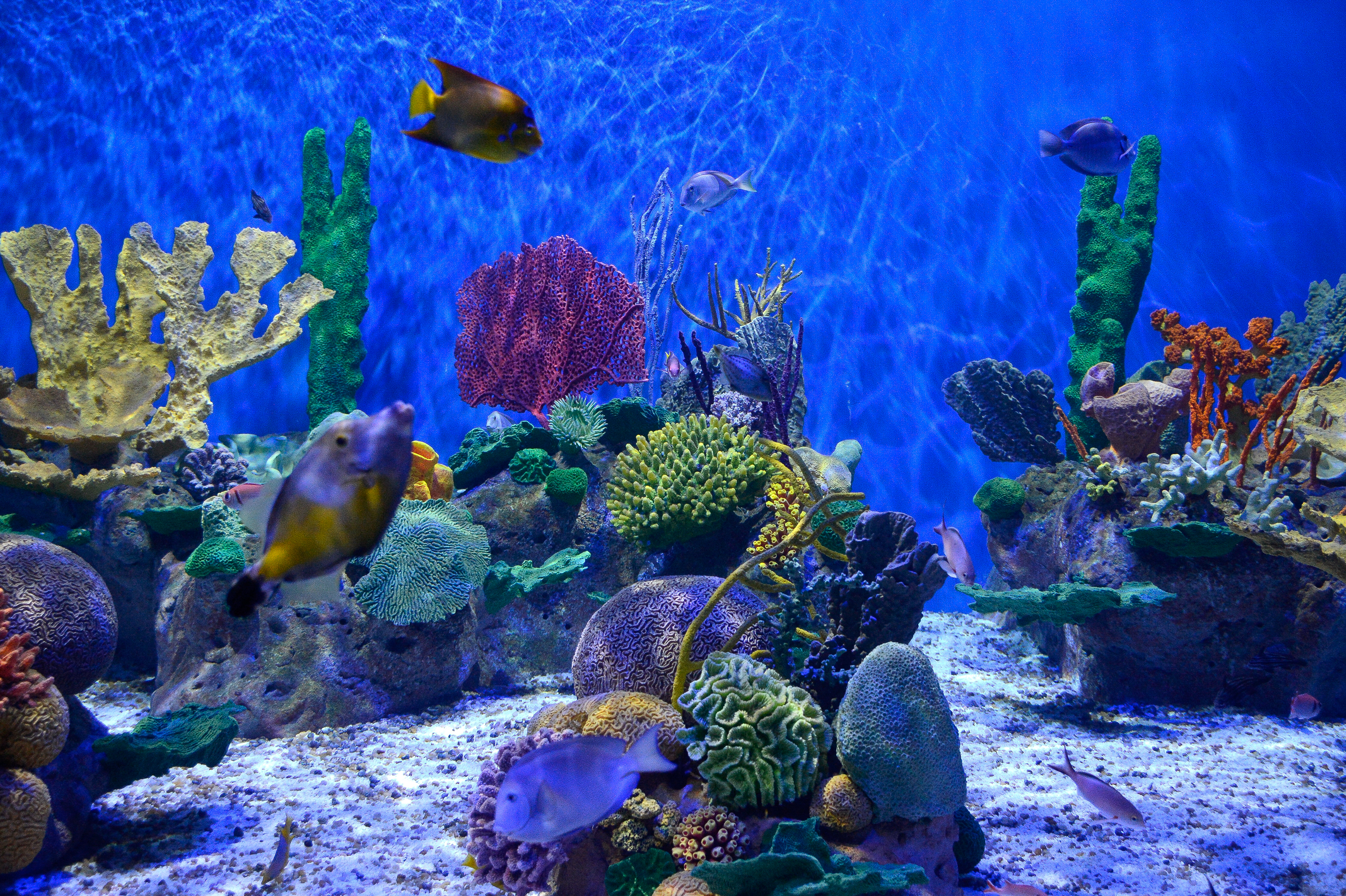
Peixes e corais multicoloridos em um dos tanques.

Reúne cerca de oito mil animais de 350 espécies diferentes de todos os oceanos. Dentre as principais espécies presentes no aquário, estão: o tubarão-enfermeiro (Ginglymostoma cirratum); o tubarão-de-pontas-brancas-de-recife (Triaenodon obesus); o tubarão-de-pontas-negras-do-recife (Carcharhinus melanopterus); e o cação mangona (Carcharias taurus). Os peixes estão distribuídos em 28 recintos, que reúnem um total de 4,5 milhões de litros de água salgada.
Além da visita aos tanques, o AquaRio possibilita ao visitante a realização das seguintes atividades adicionais, sujeitas a cobrança à parte: o Dormindo no AquaRio, onde o visitante pode passar uma noite no túnel que passa no meio do Grande Tanque Oceânico; o Mergulho do Tanque Oceânico, onde o visitante pode mergulhar em um dos tanques; o Peixe Virtual, onde o visitante pode criar um amigo virtual no início do passeio e interagir com ele ao longo do circuito; e a Visita aos Bastidores, onde o visitante pode ver de perto os equipamentos que tratam a água dos recintos, o trabalho dos biólogos e o modo de realização da alimentação dos peixes.
O visitante do AquaRio também pode usufruir das seguintes atrações: do Aquário Virtual, um aquário digital com peixes criados pelos visitantes; do Museu da Ciência, composto pela Estação do Plâncton e pela Exposição de Conchas; e do Museu do Surf, um espaço dedicado ao surf elaborado pelo surfista Rico de Souza. Como parte de sua estrutura, o AquaRio possui um café, um centro de pesquisa científica, um estacionamento e uma loja de souvenires, incluindo alguns quiosques.

### Teto solar

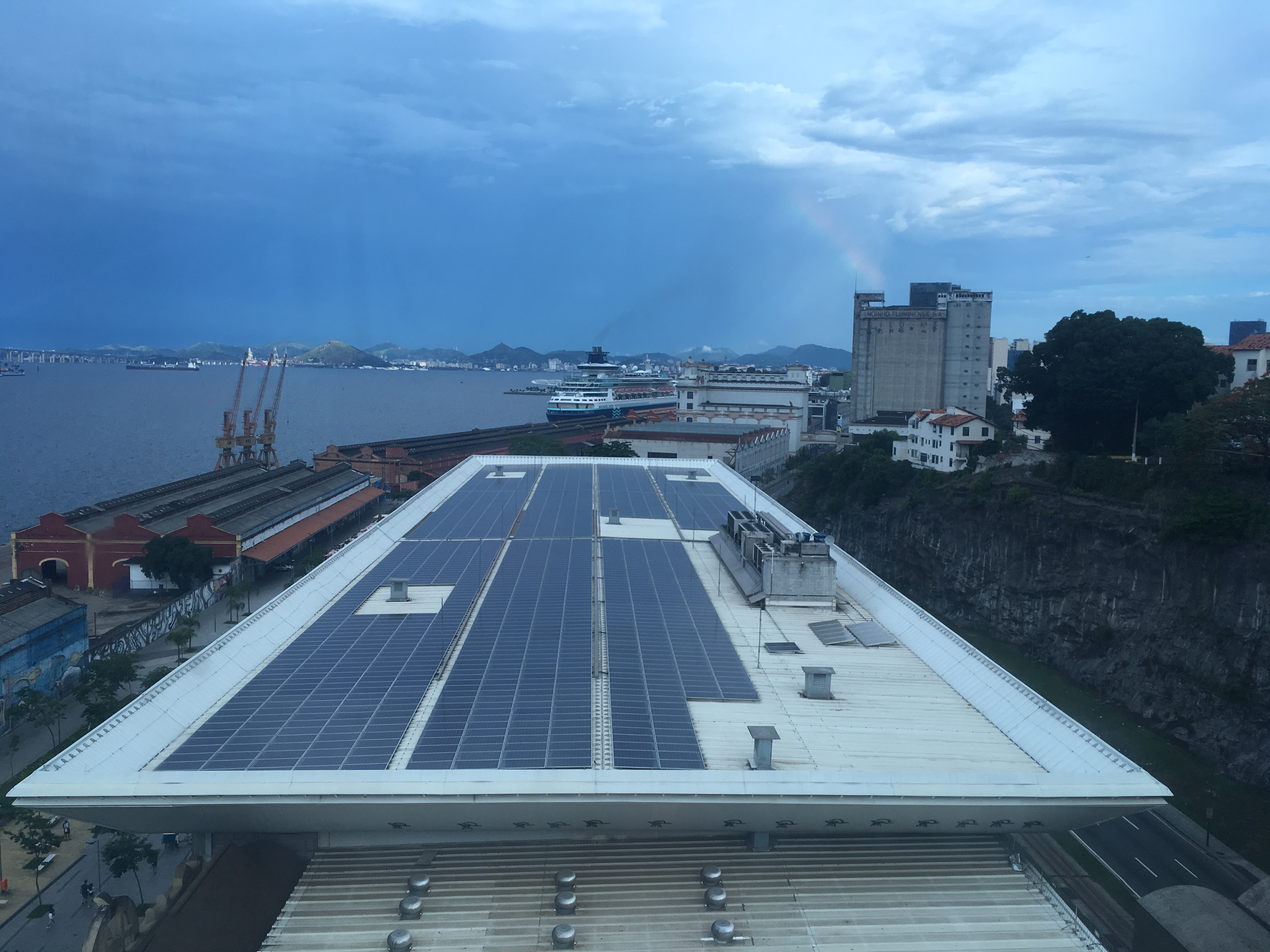
Telhado solar, visto a partir da roda-gigante Rio Star.

Em 31 de maio de 2016, foi inaugurado no AquaRio o maior telhado solar instalado em áreas urbanas do Brasil. Composto por cerca de dois mil painéis solares instalados em uma área de seis mil metros quadrados, o telhado solar irá gerar cerca de 77 mil quilowatts de energia por mês, equivalente ao consumo mensal de 500 residências brasileiras. O telhado reduz em até 30 por cento o gasto de energia elétrica consumida pelo aquário.

### Visitação

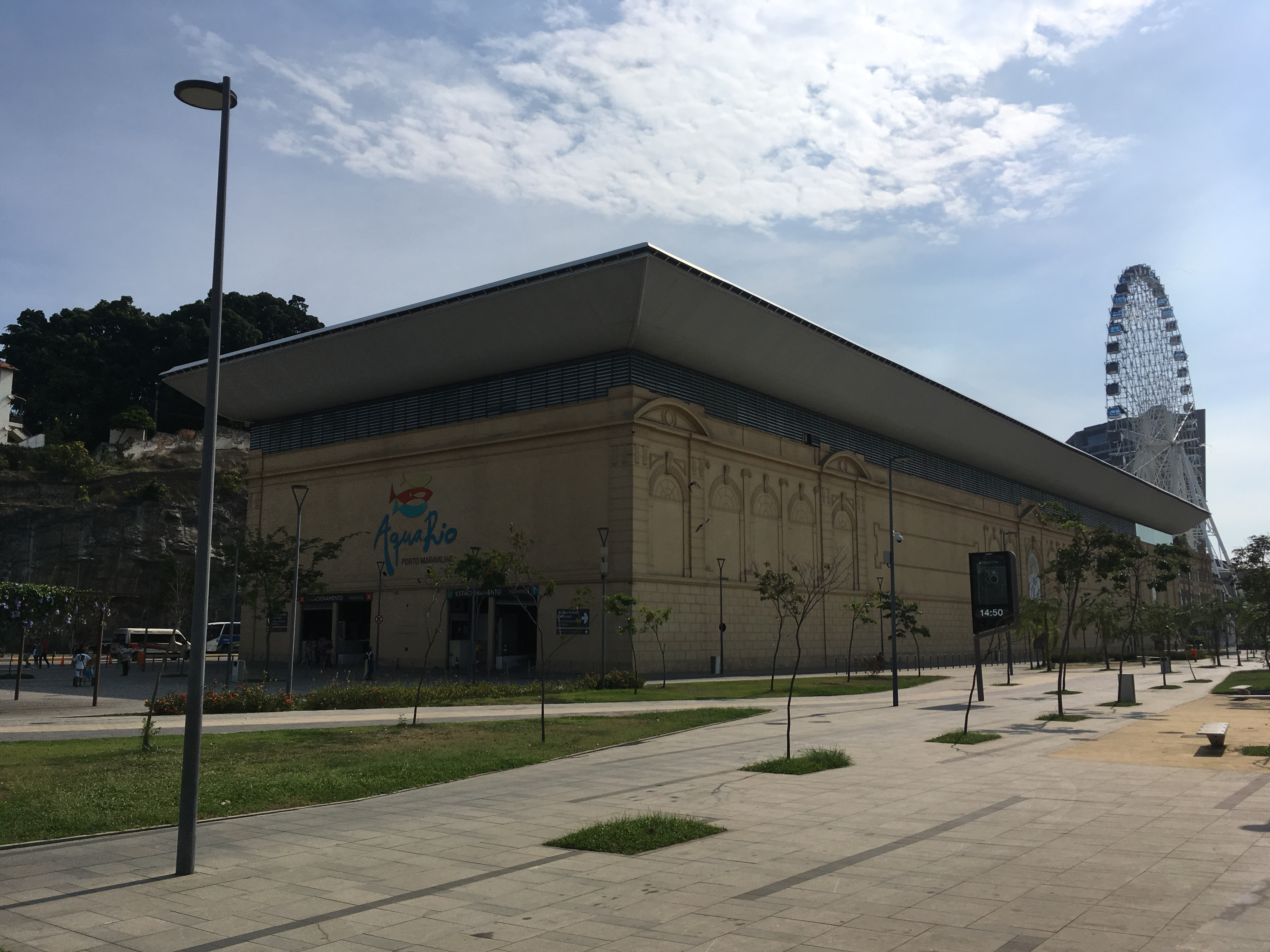
O AquaRio, em primeiro plano, e a roda-gigante Rio Star, ao fundo.

Em 25 de julho de 2022, o AquaRio atingiu a marca de cinco milhões de visitantes e presenteou a família que atingiu esta marca com um passaporte de sócio vitalício e uma visita ao backstage.
| “                                                        | Foi muito legal porque eu fui pego de surpresa, estava entrando com a minha pipoca e do nada jogaram vários confetes com buzinas. Eu e minha família nos sentimos privilegiados, acho que demos só um pouco de sorte, não só por ganhar vários brindes, mas também por poder visitar o AquaRio sempre que eu quiser a partir de agora | ” |
| — Enzo Viana, 10 anos, agora sócio vitalício do AquaRio, | |   |